# Sainte-Gauburge-Sainte-Colombe
Sainte-Gauburge-Ste-Colombe – miejscowość i gmina we Francji, w regionie Normandia, w departamencie Orne.
Według danych na rok 1999 gminę zamieszkiwało 1245 osób, a gęstość zaludnienia wynosiła 58 osób/km² (wśród 1815 gmin Dolnej Normandii Sainte-Gauburge-Ste-Colombe plasuje się na 192. miejscu pod względem liczby ludności, natomiast pod względem powierzchni na miejscu 106.).